# Franz Schörg

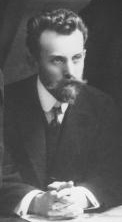

Franz Schörg, född 1871 i München, död den 5 april 1923 i Würzburg, var en tysk-belgisk violinist.
Schörg, som var elev av Ysaye i Bryssel, var primarie i den omkring 1899 bildade Brysselkvartetten, som vann rykte för fint och klangskönt spel och från 1902 nästan årligen konserterade i Sverige. 
Schörg själv skattades högt för sin teknik, uppfattning och utmärkt rena ton. Rätt länge cirkulerande ett rykte att Schörg skulle ha stupat 1915 i första världskriget. 
Två andra medlemmar av Brysselkvartetten stupade däremot i kriget, varefter Schörg bildade en ny stråkkvartett, med vilken han konserterade i Sverige så sent som i mars 1923.

### Fotnoter
1. ↑  Dödsnotis i Nordisk familjebok (andra upplagans supplement, 1926)

Schörg, Franz